# 德桑卡·马克西莫维奇
德桑卡·马克西莫维奇（拉丁字母：／塞尔维亚语西里尔字母：；1898年5月16日—1993年2月11日），塞尔维亚籍女性诗人、作家、翻译家，亦是塞爾維亞科學與藝術學院会员。

## 生平
生于1898年，不久后随全家迁居布兰科维纳并在此度过童年。在瓦列沃就读高中，而后进入贝尔格莱德大学哲学系学习，于1923年毕业。1923年至1953年，先后在多所学校任塞尔维亚语教师。1933年8月，与俄罗斯作家谢尔盖·斯拉斯蒂科夫（Сергей Сластиков）结婚。1959年，成为塞爾維亞科學與藝術學院准会员，并于1965成为正式会员。1967年，因其作品广为人知，苏联最高苏维埃授予其奖章。晚年创立自由主义组织，旨在抵制当局的审查制度。
于1993年在贝尔格莱德去世，享年94岁。

## 作品
以其自然诗和爱情诗著称。此外，还著有儿童读物、短篇小说和游记等。